# Джиа Лисса
Джи́а Ли́сса (англ. Jia Lissa; настоящее имя — Ю́лия Чирко́ва; род. 1 сентября 1996 года, Ижевск, Россия) — российская порноактриса. Лауреат премии XBIZ Europa Award в категории «Лучшая исполнительница года» (2020).

## Карьера
Училась в музыкальном колледже. Переехала в Москву незадолго до своего семнадцатилетия. Сразу после достижения 18 лет начинает сниматься на веб-камеру. Снималась на вебкам-платформе MyFreeCams.com в течение трёх лет, а также на LiveJasmin. Работала официанткой в нескольких ресторанах.
Карьеру в индустрии для взрослых начала осенью 2017 года в возрасте 21 года. Её первыми сценами стали сцены мастурбации для сайта MET-Art. В течение десяти месяцев после начала карьеры снималась в сценах мастурбации и лесбийского секса для сайтов LetsDoeIt, MET-Art, StraplessDildo, студии Вива Томаса и других. В августе 2018 года Джиа подписывает эксклюзивный контракт со студией Vixen французского предпринимателя Грега Лански и начинает сниматься в сценах с мужчинами, став также первой европейской контрактной звездой для данной студии. В декабре того же года впервые снялась для студии Blacked в сцене межрасового секса.
Интересы Джии в порноиндустрии представляет венгерская компания JulModels, принадлежащая Джулии Гранди, которая также работает в качестве режиссёра и продюсера для Vixen Media Group.
На церемонии вручения европейской награды XBIZ Europa Award, которая впервые была проведена в сентябре 2018 года в Берлине, Джиа Лисса и венгерская актриса Лекси Лайо (англ. Lexi Layo) выигрывают награды в категории «Лучшая сцена секса — лесбийский фильм» (за короткометражный фильм Jia). Для данной церемонии Джиа также была выбрана в качестве официальной Trophy Girl. В августе 2019 года номинирована XBIZ Europa Award в следующих категориях: «Исполнительница года», «Лучшая сцена секса — гламкор» и «Лучшая сцена секса — лесбийский фильм». Спустя месяц выигрывает вторую в своей карьере награду XBIZ Europa Award, на этот раз в категории «Лучшая сцена секса — гламкор» (за фильм Club VXN Vacation).
На 37-й церемонии награждения AVN Awards, которая была проведена в январе 2020 года, Джиа награждена премией за сцену из фильма Blacked Raw V15 с участием Эллы Хьюз и Джейсона Лава в категории «Лучшая сцена группового секса в иностранном фильме». В конце октября 2020 года Джиа стала первой россиянкой, выигравшей XBIZ Europa Award в основной категории «Лучшая исполнительница года».
В фильме Jia, который полностью посвящён актрисе и был выпущен в сентябре 2021 года компанией Vixen Media Group, Лисса впервые снялась в сцене анального секса. За эту сцену Джиа в январе 2022 года получила премию AVN Awards в категории «Лучшая международная анальная сцена».
В июле 2022 года Джиа вместе с Лией Сильвер была избрана Ангелом Vixen. В августе этого же года Джиа в четвёртый раз стала лауреатом премии XBIZ Europa Award, одержав победу в категории «Лучшая сцена секса — полнометражный фильм».
В октябре 2022 года выступила сорежиссёром лесбийской сцены Dollhouse, которая была снята совместно с Джулией Гранди для сайта Slayed компании Vixen Media Group. В 2023 году стала соведущей (в паре с Дэнни Ди) шестой церемонии награждения премии XBIZ Europa Award. На данной церемонии Джиа совместно с Кристианом Клэем одержала победу в категории «Лучшая сцена секса — гонзо».
По данным сайта IAFD на октябрь 2022 года, снялась в более чем 120 порнофильмах и сценах.
В июне 2024 года объявила о перерыве в своей порнокарьере, заявив о намерении сосредоточиться на собственном музыкальном проекте.

## Вне карьеры
Увлекается игрой на укулеле и записывает песни.
Имеет младшую сестру.

## Награды и номинации
| Год  | Награда           | Результат | Категория | Фильм                                                     |
| ---- | ----------------- | --------- | --- | --------------------------------------------------------- |
| 2018 | XBIZ Europa Award | Победа    | Лучшая сцена секса — лесбийский фильм (вместе с Лекси Лайо)                                                    | Jia                                                       |
| 2019 | Spank Bank Award  | Номинация | Masturbator of the Year                                                                                        | н/д                                                       |
| 2019 | Spank Bank Award  | Номинация | Ravishing Redhead of the Year                                                                                  | н/д                                                       |
| 2019 | XBIZ Europa Award | Номинация | Исполнительница года                                                                                           | н/д                                                       |
| 2019 | XBIZ Europa Award | Победа    | Лучшая сцена секса — гламкор (вместе с Альберто Бланко и Лией Сильвер)                                         | Club VXN Vacation                                         |
| 2019 | XBIZ Europa Award | Номинация | Лучшая сцена секса — лесбийский фильм (вместе с Сибил Эй)                                                      | Seduced by My Bestfriend                                  |
| 2020 | AVN Award         | Номинация | Лучшая лесбийская сцена в иностранном фильме (вместе с Сибил Эй)                                               | Glamorous — Stunning (из Seduced by My Best Friend)       |
| 2020 | AVN Award         | Номинация | Лучшая новая иностранная старлетка                                                                             | н/д                                                       |
| 2020 | AVN Award         | Победа    | Лучшая сцена группового секса в иностранном фильме (вместе с Джейсоном Лавом и Эллой Хьюз)                     | Double Dare (из Blacked Raw V15)                          |
| 2020 | Spank Bank Award  | Номинация | Most Photogenic Nymphomaniac                                                                                   | н/д                                                       |
| 2020 | Spank Bank Award  | Номинация | Ravishing Redhead of the Year                                                                                  | н/д                                                       |
| 2020 | XBIZ Award        | Номинация | Иностранная исполнительница года                                                                               | н/д                                                       |
| 2020 | XBIZ Europa Award | Победа    | Исполнительница года                                                                                           | н/д                                                       |
| 2020 | XBIZ Europa Award | Номинация | Лучшая сцена секса — лесбийский фильм (вместе с Люси Харт)                                                     | Jia 4 You                                                 |
| 2021 | AVN Award         | Номинация | Иностранная исполнительница года                                                                               | н/д                                                       |
| 2021 | AVN Award         | Номинация | Лучшая лесбийская сцена в иностранном фильме (вместе с Софи Спаркс и Элли Лин)                                 | Bad Girls Lesbian Desires                                 |
| 2021 | AVN Award         | Номинация | Лучшая сцена группового секса в иностранном фильме (вместе с Дарреллом Дипсом, Джеком Рипфером и Лией Сильвер) | Together                                                  |
| 2021 | XBIZ Europa Award | Номинация | Лучшая сцена секса — лесбийский фильм (вместе с Ив Энджел и Эмили Майерс)                                      | Perfect Date                                              |
| 2022 | AVN Award         | Номинация | Иностранная исполнительница года                                                                               | н/д                                                       |
| 2022 | AVN Award         | Победа    | Лучшая международная анальная сцена (вместе с Кристианом Клэем)                                                | Jia Episode 4                                             |
| 2022 | AVN Award         | Номинация | Лучшая международная лесбийская сцена (вместе с Лией Сильвер и Соней Блейз)                                    | Three Honey Bunnies                                       |
| 2022 | AVN Award         | Номинация | Лучшая международная сцена группового секса (вместе с Мануэлем Феррарой и Соней Блейз)                         | Jia Episode 3                                             |
| 2022 | XBIZ Europa Award | Победа    | Лучшая сцена секса — полнометражный фильм (вместе с Мануэлем Феррарой и Соней Блейз)                           | Jia                                                       |
| 2022 | XBIZ Europa Award | Номинация | Лучшее актёрское исполнение                                                                                    | Jia                                                       |
| 2023 | AVN Award         | Номинация | Иностранная исполнительница года                                                                               | н/д                                                       |
| 2023 | AVN Award         | Номинация | Лучшая актриса — короткометражный фильм                                                                        | Third Date                                                |
| 2023 | AVN Award         | Номинация | Лучшая международная лесбийская сцена (вместе с Лотти Мань)                                                    | The Spanish Stallion: Lottie Magne vs. Jia Lissa, Scene 4 |
| 2023 | XBIZ Europa Award | Номинация | Исполнительница года                                                                                           | н/д                                                       |
| 2023 | XBIZ Europa Award | Победа    | Лучшая сцена секса — гонзо (вместе с Кристианом Клэем)                                                         | Irresistible Impulse                                      |
| 2024 | AVN Award         | Номинация | Лучшая международная сцена секса парень/девушка (вместе с Джеймсом Дювалем)                                    | Pornochic: Maya & Jia — Scene 1                           |
| 2024 | XBIZ Europa Award | Номинация | Исполнительница года                                                                                           | н/д                                                       |
| 2024 | XBIZ Europa Award | Номинация | Лучшая сцена секса — лесбийский фильм (вместе со Скарлетт Джонс)                                               | Scarlett Makes Jilted Jia Forget All About Boyfriend      |

## Фильмография
- 2018 — A Girl Knows 23
- 2018 — Rocco’s Intimate Castings 23
- 2018 — Seduced By My Best Friend
- 2018 — Young & Beautiful 6
- 2019 — Blacked Raw V15
- 2019 — Erotic Moments: Woman To Woman 2
- 2019 — My First Interracial 14
- 2019 — Sapphic Desires
- 2019 — Sensual Teens
- 2019 — The White Boxxx 26
- 2019 — Threesome Fantasies 7
- 2020 — Honey Cunnies X-Cut 15
- 2020 — Impulses 2
- 2020 — The White Boxxx: Juice Tasting
- 2020 — Winter Wanderland
- 2021 — Jia
- 2021 — Sweet Seduction
- 2021 — The Spanish Stallion: Lottie Magne vs. Jia Lissa
- 2022 — My Lesbian Routine

### Мейнстримные фильмы
- 2022 — «Кто там?» (новелла «Твой выход»)
- 2022 — «Что делать женщине, если...» (сериал)

## Дополнительные материалы
- Данила Поперечный. БЕЗ ДУШИ: Jia Lissa | Порнобизнес, игнор фетиш, deepfakes, белковое отравление и парень буддист. YouTube (16 декабря 2019). Дата обращения: 3 января 2020. Архивировано 31 января 2021 года.
- Alejandro Freixes. Jia Lissa: Vixen Euro Sensation Embraces Stardom, 'PhD in Jiology' (англ.). XBIZ (8 сентября 2021). Дата обращения: 10 сентября 2021. Архивировано 10 сентября 2021 года.
- Павел Пучков. Джиа Лисса: «Раньше в соцсети присылали фото гениталий. Теперь просят деньги». Жизнь и рутина Джиа Лиссы — российской звезды фильмов для взрослых. Maxim (28 сентября 2022). Дата обращения: 5 октября 2022.
- Dan Miller. Irreplaceable: Around the World With Jia Lissa (англ.). AVN (2 марта 2023). Дата обращения: 17 февраля 2025.